# Winterborne Stickland
Winterborne Stickland – wieś w Anglii, w hrabstwie Dorset. Leży 21 km na północny wschód od miasta Dorchester i 165 km na południowy zachód od Londynu.